# Ocularia insularis
Ocularia insularis är en skalbaggsart som beskrevs av Stefan von Breuning 1960. Ocularia insularis ingår i släktet Ocularia och familjen långhorningar.
Artens utbredningsområde är Bioko. Inga underarter finns listade i Catalogue of Life.